# Ен Мајклс
Ен Мајклс (енгл. Anne Michaels,	Торонто, 15. април 1958) је канадска песникиња и романописац чије је дело преведено и објављено у преко 45 земаља. Њене књиге су освојиле десетине међународних награда, укључујући Женску награду за белетристику, Гардијан награду за фикцију, Ланан књижевну награду за фикцију и Награду Комонвелта за поезију за Америку. Добитница је почасних диплома, Гугенхајмове стипендије и многих других признања. Била је у ужем избору за награду генералног гувернера, награду за поезију Грифин, два пута у ужем избору за Гилерову награду и два пута у дугој листи за Међународну књижевну награду у Даблину. Мајклсова је за 2019. освојила награду Вине за Infinite Gradation (Бескрајну градацију), њен први том нефикције. Мајклс је била песникиња лауреат Торонта, Онтарио, Канада од 2016. до 2019. године, а можда је најпознатија по свом роману Fugitive Pieces (Избеглички мозаик), који је адаптиран за екран 2007.

## Рани живот
Ен Мајклс је рођена у Торонту, Онтарио, 1958. Похађала је Vaughan Road Academy, а затим и Универзитет у Торонту, где је помоћни члан факултета на одсеку за енглески језик.

## Каријера
Са своје прве две збирке поезије, The Weight of Oranges (Тежина поморанџи) и Miner's Pond (Рударско језеро), Мајклсова је привукла пажњу као писац који балансира техничку прецизност са дубоком медитацијом и хуманошћу. Добитница Награде Комонвелта за поезију за Америку и Награде Канадског удружења аутора, и финалисткиња и Гувернерове награде и Трилијумове награде, Мајклс је рано у својој каријери обезбедила своје место међу најбољим канадским песницима.
Након свог раног успеха у поезији, Мајклсова је открила да се „чешће сусреће са њеним границама. [Она] је гурала форму колико је могла [она] у дужим деловима, покушавајући да успостави везе у већем обиму. [Она] се растезала. поезија колико би ишла у погледу дужине“. Њен дебитантски роман, Fugitive Pieces (Избеглички мозаик) (1996), понудио је Мајклсовој прилику да се експанзивније бави компликованим питањима везаним за историју, идентитет, локацију и тугу: „начин слојевитости ствари; да се слике и гестови повезују између странице 100 и страна 303. То [јој јој је дало] прилику да доведе читаоце полако, преко што је могуће више нити.“ 
Са Fugitive Pieces, Мајклс поставља тематску основу својих будућих радова, истражујући однос између историје и сећања, и како се ми, као народ, сећамо. Она такође покреће своју медитацију о томе „за шта нас љубав чини способним, а неспособним“, и парадоксално схватање да „нема ништа што човек неће учинити другом; ништа што човек неће учинити за другога“. Суочавајући се са ужасима рата, насиља, дислокације и губитка кроз своје писање, Мајклс „путује са читаоцем кроз терен који је филозофски, морално и емоционално опасан“ и одбија да објављује осим ако не може „на неки начин ослободити читаоца и себе ] на другу страну“. Она пише: „Не требају нам поновљени докази насиља или ужаса – један инцидент нас убеђује – али нам је потребан доказ, изнова и изнова, о снази, моћи, домету и последицама љубави.
Fugitive Pieces, прича о преживелом холокаусту који покушава да пронађе пут назад у свет, наишла је на међународну похвалу, освојивши Женску награду за белетристику, Гардијанову награду за фикцију, Ланан књижевну награду за фикцију, Trillium Book Award, Награда за први роман књиге у Канади, Награда за књигу града Торонта, Награду за заслуге Херитаге Торонто, Награда Мартин и Беатрис Фишер, Награда Харолд Рибалов, Књижевна награда Ђузепе Ачерби и Јеврејска квартална награда Вингате.
Док је радила на свом другом роману, The Winter Vault (Зимски трезор), Мајклсова је објавила Skin Divers, своју трећу збирку поезије и последњи од три тома, почевши од The Weight of Oranges и Miner's Pond. Сва три су била намењена да комуницирају једни са другима, а касније су објављени у  Poems (Песмама) (2000). Позната по свом поетском стилу, како у поезији тако и у прози, Мајклс пише да је „[поезија] тако добра дисциплина за романописца: чини вас свесним да чак и ако имате четири или пет стотина страница да се играте, не морате не губим ни једну једину реч." 
Током овог периода, Мајклс је такође почела да пише за сцену. Сарадња са Џоном Бергером довела је до настанка Vanishing Points (2005), дубоке медитације о железници, љубави и губитку, у режији Сајмона Мекбернија, коју је продуцирао Complicite и представљен у историјској немачкој гимназији у Кингс Кросу. Овај рад је касније објављен као Railtracks (2011). Такође је допринела либрету за представу The Passion of Lavinia Andronicus (Страдање Лавиније Андроника) канадског композитора Омара Данијела (2005), нудећи нову димензију трагичној фигури у центру једне од најмучнијих Шекспирових драма у извођењу Хилијард ансамбла и Камерног хора Тафелмусик.
Мајклс није хтела да објави The Winter Vault (Зимски трезор) све до 2009. године, тринаест година након објављивања Fugitive Pieces, за чије писање је, такође, требало скоро деценију. Попут Fugitive Pieces њен други роман дубоко разматра „компликовану везу између великих историјских догађаја и интимних, домаћих догађаја; однос између историјске и личне туге; како се сећамо приватно, и како се сећамо – и обележавамо – јавно, колективно. заједница, сваки народ, суочава се са овим питањем и одговара на њега на свој начин, према сопственим потребама“.
Повезивање три историјска догађаја - демонтажа и реконструкција египатског храма Абу Симбел; изградња морског пута Светог Лоренса у Канади и утапање градова, села и гробова; и обнова Варшаве после Другог светског рата – роман разматра да ли је храм, раздвојен камен по камен и поново изграђен, исти храм; река бараж, иста река; град реконструисан, исти град; и да ли се срце може поправити и поново изградити након дубоког личног губитка. The Winter Vault  је добио међународне похвале и био је финалиста за Scotiabank Giller Prize, Trillium Book Award и Комонвелт награду, а такође је био на дугој листи за Међународну књижевну награду Даблина.
Године 2011, Мајклс је допринела 24-часовном извођењу Sixty-Six Books (Шездесет шест књига) у Буш театру поводом обележавања 400. годишњице King James Bible (Библије краља Џејмса), пружајући 66 драмских писаца, песника, текстописаца и романописаца – свих вера и ниједне, од преко десетак земаља и на пет континената – прилика да одговорите на неке од најстаријих прича икада испричаних. Њен допринос, The Crossing (Прелазак), касније је антологизован у Sixty-Six Books: 21st Century Writers Speak to the King James Bible (Шездесет шест књига: писци 21. века говоре о Библији краља Џејмса) (2011). Одломак из "The Crossing" је такође изведен у библијској служби Краљ Џејмс у Вестминстерској опатији за Њено Величанство Краљицу, Његово Краљевско Височанство Војводу од Единбурга и Његово Краљевско Височанство Принца од Велса. 
Мајклс се вратила поезији објављивањем своје песме у књижици, Correspondences (2013), историјске и личне елегије у формату хармонике која се може читати унапред или уназад. Сарадња са уметницом Бернис Ајзенштајн, Correspondences наизменично мења поезију са упечатљивим портретима писаца и мислилаца 20. века којима Мајклс одаје почаст. Дело је потом добило награду књиге Хелен и Стен Вајн и ушло је у ужи избор за награду за поезију Грифин.
У октобру 2015, Мајклс је почела да ради као песник лауреат Торонта, наследивши Џорџа Елиота Кларка. Њен лични мандат је да обезбеди платформу за многе језике Торонта: „Како да направимо простор за све ове књижевности које су нам дошле у тако огромној величаности, тако огромном богатству? Требамо Торонтонце да донесу своје културе, доведу своје песнике у нас, тако да имамо приступ тој огромној међународној библиотеци“. У 2015. је такође објављена Мајклсова прва књига за децу, The Adventures of Miss Petitfour, Авантуре госпођице Петитфор, са њеним наставком, The Further Adventures of Miss Petitfour, која је објављена 2022. године.
Године 2017. објављена је нова збирка поезије All We SawСве што смо видели и ново дело нон-фикције Infinite Gradation (Бесконачна градација) (са поговором песника Герета Еванса). Обе књиге су ушле у ужи избор за Вине Авардс за канадску јеврејску књижевност за 2019 годину у категоријама поезије и нефикције. Infinite Gradation  је освојио Non-Fiction prize.
Мајклс ће објавити свој трећи роман, Held, у новембру 2023.

## Публикације

### Збирке поезије
| Година | Наслов                                   | Награде                                  | Резултат  |
| ------ | ---------------------------------------- | ---------------------------------------- | --------- |
| 1986.  | The Weight of Oranges (Тежина поморанџе) | Награда Комонвелта за поезију за Америку | Победник  |
| 1991.  | Miner's Pond (Рударско језеро)           | Награда Канадског удружења аутора        | Победник  |
| 1991.  | Miner's Pond (Рударско језеро)           | Награда генералног гувернера             | Финалиста |
| 1991.  | Miner's Pond (Рударско језеро)           | Trillium Award                           | Финалиста |
| 1999.  | Skin Divers                              |                                          |           |
| 2000.  | Poems (Песме)                            |                                          |           |
| 2011.  | Railtracks                               |                                          |           |
| 2013.  | Correspondences (Преписке)               | Књижна награда Хелен и Стен Вајн         | Победник  |
| 2013.  | Correspondences (Преписке)               | Награда за поезију Грифин                | Ужи избор |
| 2017.  | All We Saw (Све што смо видели)          |                                          |           |

### Новеле
| Година | Наслов                              | Награде                                                          | Резултат   |
| ------ | ----------------------------------- | ---------------------------------------------------------------- | ---------- |
| 1996.  | Fugitive Pieces (Избеглички мозаик) | Женска награда за белетристику                                   | Победник   |
| 1996.  | Fugitive Pieces (Избеглички мозаик) | Награда Гардијан за фикцију                                      | Победник   |
| 1996.  | Fugitive Pieces (Избеглички мозаик) | Ланан књижевна награда за фикцију                                | Победник   |
| 1996.  | Fugitive Pieces (Избеглички мозаик) | 15. јубиларна женска награда за белетристику Омладинска награда  | Победник   |
| 1996.  | Fugitive Pieces (Избеглички мозаик) | Trillium Book Award                                              | Победник   |
| 1996.  | Fugitive Pieces (Избеглички мозаик) | Добитник награде за први роман у Канади                          | Победник   |
| 1996.  | Fugitive Pieces (Избеглички мозаик) | Добитник књижевне награде града Торонта                          | Победник   |
| 1996.  | Fugitive Pieces (Избеглички мозаик) | Добитник награде Херитаге Торонто за заслуге                     | Победник   |
| 1996.  | Fugitive Pieces (Избеглички мозаик) | Добитник награде Мартин и Беатрис Фишер                          | Победник   |
| 1996.  | Fugitive Pieces (Избеглички мозаик) | Добитник награде Харолд Рибалов                                  | Победник   |
| 1996.  | Fugitive Pieces (Избеглички мозаик) | Добитник књижевне награде Ђузепе Ачерби                          | Победник   |
| 1996.  | Fugitive Pieces (Избеглички мозаик) | Jewish Quarterly-Wingate Prize                                   | Победник   |
| 1996.  | Fugitive Pieces (Избеглички мозаик) | Scotiabank Giller Prize                                          | Ужи избор  |
| 1996.  | Fugitive Pieces (Избеглички мозаик) | Дуга листа Међународне Даблинске књижевне награде                | Дуга листа |
| 1996.  | Fugitive Pieces (Избеглички мозаик) | Финалиста награде „Аутор године“ Удружења продаваца књига Канаде | Финалиста  |
| 2009.  | The Winter Vault (Зимски трезор)    | Scotiabank Giller Prize                                          | Ужи избор  |
| 2009.  | The Winter Vault (Зимски трезор)    | Trillium Book Award                                              | Финалиста  |
| 2009.  | The Winter Vault (Зимски трезор)    | Commonwealth Writers' Prize                                      | Финалиста  |
| 2009.  | The Winter Vault (Зимски трезор)    | Међународна књижевна награда IMPAC Даблин                        | Дуга листа |
| 2023.  | Held                                |                                                                  |            |

### Остала одабрана дела
- The Passion of Lavinia Andronicus (Страдање Лавиније Андроника) (2005)
- Vanishing Points (2005)
- Sixty-Six Books (Шездесет шест књига) (2011)
- Sea of Lanterns (Море лампиона) (2012)
- The Adventures of Miss Petitfour (Авантуре госпођице Петинфоур) (2015)
- Infinite Gradation (Бесконачна градација) (2017)
- The Further Adventures of Miss Petitfour (Даље авантуре госпођице Петитфоур) (2022)

## Адаптације
Fugitive Pieces је режирао и адаптирао за екран Џереми Подесва, музику је написао Никос Кипургос, а изабран је за отварање Међународног филмског фестивала у Торонту 2007. Мајклсов дебитантски роман је такође адаптиран у радио драму за ББЦ Радио 3.
Skin Divers је 2009. адаптирала Dominique Dumais за Национални балет Канаде уз музику Гевина Брајарса. Укључујући изговорену реч и визуелне пројекције, Skin Divers истражује „тело као живу архиву искуства или музеј сећања“.